# ファンタ爺さんのうた
「ファンタ爺さんのうた」（ファンタじいさんのうた）は、2004年8月 - 9月、NHKの「みんなのうた」で放送された曲。作詞：戸田昭吾/ふぁんた爺、作曲：たなかひろかず、編曲：たなかひろかず、沢田完、歌：石川優美、森の木児童合唱団。

## 概要
作詞を担当した「ふぁんた爺」は元NHKアナウンサーの塚越恒爾であり、彼が子供に聞かせるために創作した物語「ファンタ爺さん」のストーリーをもとに作られた楽曲である。映像は塚越恒爾の実弟であり元NHKカメラマンの塚越貞爾（本曲のクレジットではひらがな表記）によるイラスト。
2004年10月20日にポニーキャニオンから本作のCDと映像が収録されたDVDがセットで発売された。また同社から発売された番組関連CD「決定盤　NHKみんなのうた～なつかしの名曲ベスト～ （PCCK-20131）」、「NHKみんなのうた50アニバーサリーベスト～グラスホッパー物語～」にも収録されている。
また2004年8月26日にNHK出版より本曲を題材にした単行本「ファンタ爺さんの物語 コッコとコッカの冒険」が発売された。なお著者名は楽曲とは異なり「つかごしつねじ」名義となっている。
2018年8月に、14年ぶりに初の再放送となった。

## 収録

### CD
1. ファンタ爺さんのうた（フルバージョン）
2. ファンタ爺さんのうた（TVバージョン）
3. ファンタ爺さんのうた（カラオケ）
4. ファンタ爺さんのおはなし（ボーナストラック）

### DVD
1. ファンタ爺さんのうた
2. ファンタ爺さんのおはなし（特典映像）